# Ormosia laevistyla
Ormosia laevistyla är en tvåvingeart som beskrevs av Alexander 1933. Ormosia laevistyla ingår i släktet Ormosia och familjen småharkrankar. Inga underarter finns listade i Catalogue of Life.